# Desa Sukaratu (administrativ by i Indonesien, lat -6,86, long 107,28)
Desa Sukaratu är en administrativ by i Indonesien.   Den ligger i provinsen Jawa Barat, i den västra delen av landet, 90 km sydost om huvudstaden Jakarta.